# 톰 페인 (배우)
톰 페인(영어: Tom Payne, 1982년 12월 21일 ~ )은 잉글랜드의 배우이다.

## 출연 작품

### 영화
- 미스 페티그루의 어느 특별한 하루 (2008)
- Io (2019)
- 이매지너리 (2024)

### 텔레비전
- 캐주얼티 (2005)
- 스킨스 (2007)
- 워킹 데드 (2015-18)
- 피어 더 워킹 데드 (2018)
- 프로디걸 선 (2019-21)
- 로앤오더: 조직범죄 전담반 (2024)